# Výsadková loď typu 076
Výsadková loď typu 076 (v kódu NATO: třída Yulan) je označení užívané pro perspektivní třídu vrtulníkových výsadkových lodí Námořnictva Čínské lidové osvobozenecké armády. Roku 2024 byla doložena stavba jednoho plavidla této třídy.

## Stavba
Informace o existenci nového typu výsadkových lodí se poprvé objevily v roce 2020. Stavba nové třídy byla prokázána satelitními snímky loděnice Hudong-Zhonghua v Šanghaji. Oproti typu 075 je nové plavidlo delší (odhadem 250–260 metrů) a širší. Výtlak je odhadován na 40 000 tun, což je téměř srovnatelné s americkou třídu America. Plavidlo je vybaveno dvěma velitelskými ostrovy na pravé straně letové paluby. Naznačuje to optimalizaci plavidla pro letecké operace.
Výsadková loď byla na vodu spuštěna 27. prosince 2024. Při té příležitosti byla pojmenována S'-čchuan (51).
Jednotky typu 076:
| Jméno          | Spuštěna          | Vstup do služby | Status    |
| -------------- | ----------------- | --------------- | --------- |
| S'-čchuan (51) | 27. prosince 2024 |                 | ve stavbě |